# Maria Krzemińska-Pakuła
Maria Krzemińska-Pakuła (ur. 28 sierpnia 1938) – polska kardiolog, profesor zwyczajny, doktor habilitowany.

## Życiorys
Ukończyła studia na Akademii Medycznej w Łodzi. W 1984 uzyskała nominację profesorską. Była kierowniczką kliniki kardiologii w szpitalu im. dra Władysława Biegańskiego w Łodzi, w której utworzyła m.in. pracownię hemodynamiki i wszczepiania rozruszników serca oraz prowadziła program wczesnej interwencji kardiologicznej dla pacjentów w stanie pozawałowym, przyczyniając się do spadku śmiertelności pacjentów z powodu chorób układu krążenia i serca na terenie Łodzi oraz województwa Łódzkiego. Następnie była kierownikiem II Katedry Kardiologii i kierownikiem Kliniki Kardiologii Uniwersytetu Medycznego (2003–2012) oraz pracowała w Wojewódzkim Szpitalu Specjalistycznym w Tychach (od 2006). Wykłada na: Uniwersytecie Medycznym w Białymstoku, Uniwersytecie Medycznym w Lublinie i Pomorskim Uniwersytecie Medycznym.
Jest członkiem Polskiego Towarzystwa Kardiologicznego i redaktorem naczelnym „Polskiego Przeglądu Kardiologicznego”, członkiem zarządu Fundacji „Dar Serca”. Należała do prezydium rady naukowej przy ministrze zdrowia (2001).

## Wyróżnienia
- Łodzianka Roku (2001)[4]
- Nagroda Miasta Łodzi – za twórczość naukową (2002)[9]
- Krzyż Komandorski Orderu Odrodzenia Polski (2004)[7]